# Saint-Jean-de-Folleville
Saint-Jean-de-Folleville település Franciaországban, Seine-Maritime megyében. Lakosainak száma 798 fő (2022. január 1.). Saint-Jean-de-Folleville Quillebeuf-sur-Seine, Lillebonne, Saint-Antoine-la-Forêt, Saint-Nicolas-de-la-Taille és Tancarville községekkel határos.

## Népesség
A település népessége az elmúlt években az alábbi módon változott:
| Lakosok száma | 832  | 829  | 849  | 827  | 822  | 816  | 811  | 800  | 798  |
|               | 2013 | 2015 | 2016 | 2017 | 2018 | 2019 | 2020 | 2021 | 2022 |